# Red Willow (Alberta)
Red Willow est un hameau (hamlet) du Comté de Stettler No 6, situé dans la province canadienne d'Alberta.

## Démographie
En tant que localité désignée dans le recensement de 2011, Red Willow a une population de 40 habitants dans 16 de ses 20 logements, soit une variation de -11.1% par rapport à la population de 2006. Avec une superficie de 1,306 2 km2, le hameau possède une densité de population de 30,623 2 hab/km2 en 2011.
Concernant le recensement de 2006, Red Willow abritait 45 habitants dans 19 de ses 20 logements. Avec une superficie de 1,306 2 km2, le hameau possédait une densité de population de 34,5 hab/km2 en 2006.